# Justin Simien
Pour les articles homonymes, voir Simien.
Justin Simien, né le 7 mai 1983 à Houston (Texas), est un cinéaste, scénariste et acteur américain.

## Biographie

### Formation
- Université Chapman

### Vie privée
Lors de la première projection de Dear White People au festival du film de Sundance en 2014, Simien annonce publiquement son homosexualité.
En 2022  il quitte le projet de la série Star Wars: Lando Calrissian pour s’occuper de son film Haunted Mansion .

## Filmographie partielle

### Comme réalisateur

#### Cinéma
- 2006 : Rings (court métrage)
- 2009 : My Women: Inst Msgs (court métrage)
- 2009 : INST MSGS (Instant Messages) (court métrage)
- 2014 : Dear White People
- 2020 : Bad Hair
- 2023 : Haunted Mansion

#### Télévision
- 2017-2021 : Dear White People (série télévisée), 15 épisodes
- 2024 : Hollywood Black (série télévisée), 4 épisodes

#### Clip
- 2014 : Get Your Life de Caught a Ghost